# Hans Hermann Schaufuß
Hans Hermann Schaufuß, nome completo Paul Richard Hans Schaufuß, (Lipsia, 13 luglio 1893 – Monaco di Baviera, 30 gennaio 1982), è stato un attore tedesco teatrale, cinematografico e televisivo.

## Biografia
Nato in una famiglia di attori, la formazione artistica di Schaufuß la si deve al padre con il quale cominciò a recitare da ragazzo. Nel 1910, all'età di 17 anni, esordì al teatro estivo di Mayen in una messa in scena della commedia La zia di Carlo. Lavorò quindi a Treviri, Bad Wildungen e Würzburg.
Alla fine della guerra, recitò ad Amburgo e, quindi, dal 1922, a Berlino, dove si esibì sui palcoscenici di numerosi teatri. Nel corso della sua carriera, Schaufuß rivestì spesso i panni di personaggi brillanti, lavorando anche come cabarettista. Attore prettamente teatrale, lavorò anche per il cinema in cui debuttò nel 1922. Prese parte a oltre un centinaio di pellicole, in gran parte in ruoli di contorno. Il suo ultimo film risale al 1958. In seguito, passò alla televisione, per cui lavorò fino a metà degli anni settanta.

## Filmografia
- Don Juan, regia di Albert Heine e Robert Land (1922)
- Jimmy, ein Schicksal von Mensch und Tier, regia di Jaap Speyer (1923)
- Finanze del granduca (Die Finanzen des Großherzogs), regia di Friedrich Wilhelm Murnau (1924)
- Kampf um die Scholle, regia di Erich Waschneck (1925)
- Die Venus von Montmartre, regia di Friedrich Zelnik (1925)
- Paganini in Venedig, regia di Frank Clifford - cortometraggio (1929)
- Die Lindenwirtin, regia di Georg Jacoby (1930)
- Die zärtlichen Verwandten, regia di Richard Oswald (1930)
- Bockbierfest, regia di Carl Boese (1930)
- Die lustigen Musikanten
- Die blonde Nachtigall, regia di Johannes Meyer (1930)
- Drei Tage Mittelarrest, regia di Carl Boese (1930)
- Die Bräutigamswitwe, regia di Richard Eichberg (1931)
- La nausea (Das Ekel), regia di Eugen Schüfftan,  Franz Wenzler (1931)
- Die Abenteurerin von Tunis, regia di Willi Wolff (1931)
- Der Herr Finanzdirektor, regia di Fritz Friedmann-Frederich (1931)
- Wochenend im Paradies, regia di Robert Land (1931)
- Hurra - ein Junge!, regia di Georg Jacoby  (1931)
- Die Koffer des Herrn O.F. , regia di Alexis Granowsky (1931)
- Die spanische Fliege, regia di Georg Jacoby (1931)
- So ein Mädel vergißt man nicht, regia di Fritz Kortner (1932)
- Man braucht kein Geld, regia di Carl Boese (1931)
- Peter Voss, der Millionendieb, regia di Ewald André Dupont (1932)
- Moderne Mitgift, regia di E.W. Emo (1932)
- Strich durch die Rechnung, regia di Alfred Zeisler (1932)
- Was wissen denn Männer, regia di Gerhard Lamprecht (1933)
- Keinen Tag ohne Dich, regia di Hans Behrendt (1933)
- Zwei gute Kameraden, regia di Max Obal (1933)
- Ich und die Kaiserin, regia di Friedrich Hollaender (1933)
- Der Judas von Tirol, regia di Franz Osten (1933)
- I fuggiaschi, regia di Gustav Ucicky (1933)
- Rosen aus dem Süden, regia di Walter Janssen (1934)
- Der Herr der Welt, regia di Harry Piel (1934)
- Amo tutte le donne (Ich liebe alle Frauen), regia di Carl Lamac (1935)
- Boccaccio, regia di Herbert Maisch (1936)
- Ein Volksfeind, regia di Hans Steinhoff (1937)
- Non promettermi nulla (Versprich mir nichts!), regia di Wolfgang Liebeneiner (1937)
- Der Mann, der nicht nein sagen kann, regia di Mario Camerini (1938)
- Bismarck, regia di Wolfgang Liebeneiner (1940)
- Concerto a richiesta (Wunschkonzert), regia di Eduard von Borsody (1940)
- Ohm Kruger l'eroe dei Boeri (Ohm Krüger), regia di Hans Steinhoff (1941)
- Due amori (Die schwedische Nachtigall), regia di Peter Paul Brauer (1941)
- Signora Luna (Frau Luna), regia di Theo Lingen (1941)
- Krach im Vorderhaus, regia di Paul Heidemann  (1941)
- Kameraden, regia di Hans Schweikart (1941)
- Was geschah in dieser Nacht, regia di Theo Lingen (1941)
- La donna dai due volti (Das andere Ich), regia di Wolfgang Liebeneiner (1941)
- Il grande re (Der große König), regia di Veit Harlan (1942)
- Zwischen Himmel und Erde, regia di Harald Braun (1942)
- Crepuscolo di gloria (Rembrandt), regia di Hans Steinhoff (1942)
- La città d'oro (Die goldene Stadt), regia di Veit Harlan (1942)
- La grande ombra (Der große Schatten), regia di Paul Verhoeven (1942)
- Die Entlassung, regia di Wolfgang Liebeneiner (1942)
- Mia moglie è fatta così (Meine Frau Teresa), regia di Arthur Maria Rabenalt (1942)
- Akrobat Schööön!, regia di Wolfgang Staudte (1943)
- Der Mann, dem man den Namen stahl, regia di Wolfgang Staudte (1944)
- Familie Buchholz, regia di Carl Froelich (1944)
- Neigungsehe, regia di Carl Froelich (1944)
- Die Zaubergeige, regia di Herbert Maisch (1944)
- Das Hochzeitshotel, regia di Carl Boese (1944)
- Kamerad Hedwig, regia di Gerhard Lamprecht (1945)
- Wir beide liebten Katharina, regia di Arthur Maria Rabenalt (1945)
- Der Scheiterhaufen, regia di Günther Rittau (1945)
- La cittadella degli eroi (Kolberg), regia di Veit Harlan e (non accreditato) Wolfgang Liebeneiner (1945)
- Ferien vom Ich, regia di Hans Deppe (1952)
- Die Prinzessin von St. Wolfgang, regia di Harald Reinl (1957)